# 坑儒

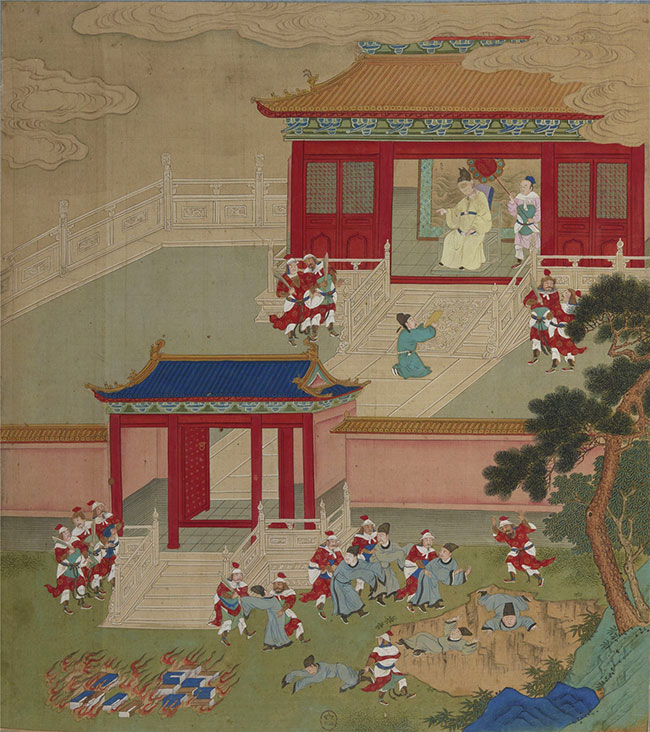
坑儒

坑儒（こうじゅ）は、儒者を生きたまま穴埋めにすること。歴史的には、秦の始皇帝により、紀元前212年に行われたものをさす。
秦の始皇帝は、不老不死を望んで方士の盧生や侯生と言ったものたちに巨額の資金を出して仙薬作りを行わせていた。しかし当然そのような薬が実現できようはずもなく、盧生は始皇帝が残虐だと言って逃げたため、始皇帝は怒り、咸陽中の学者を尋問し、盧生のように人を惑わすような人間を挙げるように命令した。
結局、咸陽の460人の学者を見せしめに穴埋めにした。
このことについて、始皇帝の長男である扶蘇は諌めたが、始皇帝の怒りを買い、北方防衛の任務に就かされることとなった。
ただし儒者が全て殺しつくされた訳ではなく、儒者の中には易占いの専門家としてその後も始皇帝に仕えていたと思われる者もいる（始皇帝の死の直後にも2代皇帝胡亥が一人の儒者に意見を求めている）。